# Garnotia polypogonoides
Garnotia polypogonoides är en gräsart som beskrevs av William Munro och Daniel Oliver. Garnotia polypogonoides ingår i släktet Garnotia och familjen gräs. Inga underarter finns listade i Catalogue of Life.